# Сил-Ки
Сил-Ки (англ. Seal Cay) — равнинный остров в составе Багамских островов. В административном отношении относится к району Гранд-Ки.

## География
Остров расположен на севере островов Абако, в 3,3 км на восток от острова Волкерс-Ки. Является крайним на востоке и самым высоким (высота 3 м над уровнем моря) островом группы. Имеет продолговатую форму. Длина острова 700 м, ширина — 85 м.

## Туризм
Также как и Волкерс-Ки, остров известен своим прибережным мелководьем. Здесь водится много рыбы, особенно акул, которых можно кормить с рук. Кроме этого здесь развит дайвинг. В 2002 году барьерный риф вместе с окружающей его водой на север от острова были оглашены национальным парком.